# Дражньовський Роман Йосипович
Рома́н Йо́сипович Дражньо́вський (13 серпня 1922 м Чортків — 8 липня 2006, Мілвокі) — вчений-географ, професор, ректор Українського вільного університету в Мюнхені, дійсний член НТШ.

## Життєпис
Активний молодіжний діяч, у часи Другої світової війни перебував в рядах дивізії «Галичина». Навчався в університеті Ґраца (1947—1950), Інсбрука. Після еміграції до США працював укладачем мап Колумбійського університету (1957—1962). 1962 року став магістром.
1972 року Український Соціологічний Інститут випустив друком під його редакцією «Фізичну карту України».
1974 року Діловий комітет земляків Чортківської округи випустив друком «Історично-мемуарний збірник Чортківської округи: повіти Чортків, Копичинці, Борщів, Заліщики» його авторства та Богдана Стефановича.
В 1977—1983 роках очолював Шкільну Раду при УККА, по ньому — Євген Федоренко.
1986 року виходить друком в його редакції книга «Хрестоматія тисячоліття хрещення Руси-України», Світовий Конґрес Вільних Українців, Світова Координаційна Виховно-Освітня Рада; Філядельфія — Торонто.
У 1995—1996 роках був ректором Українського Вільного Університету в Мюнхені.
Професор географії, проживає в Чикаго.
Входив до складу Президії СКВУ на Третьому світовому конгресі.
Написав передмову до видання «Ювілейний альманах Братства кол. вояків 1-ї Української дивізії Української Національної Армії», Торонто, друкарня отців Василіян, 2001.
Голова Братства колишніх вояків 1-ї Дивізії УНА, як члена Головної управи пращав Володимир Керода.

## Родина
Його батько, Йосип Матвійович, за часів німецької окупації, працював на залізничній станції Чортків, арештований, засуджений «до вищої міри покарання — розстрілу із конфіскацією майна», розстріл замінено 15 роками таборів. Помер в засланні, 1992 року реабілітований. 2000 року Генеральна прокуратура України скасувала реабілітацію як «зраднику Батьківщини».